# Policja kobieca

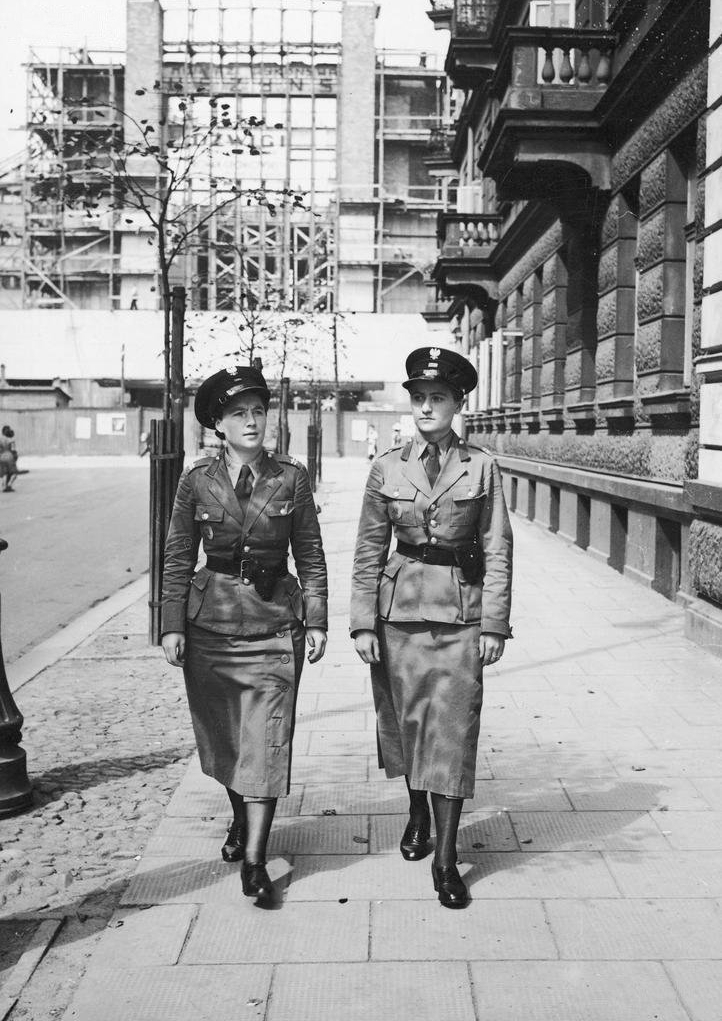
Funkcjonariuszki polskiej Policji Kobiecej na patrolu w ul. Pankiewicza w Warszawie, w tle widoczna budowa Dworca Głównego.

Policja kobieca – zwyczajowe określenie kobiecych oddziałów policyjnych tworzonych w różnych krajach świata w okresie po I wojnie światowej pod naciskiem organizacji feministycznych i Ligi Narodów. W zależności od lokalnych uwarunkowań policja kobieca przybierała postać osobnej służby, oddziałów kobiecych służących w ramach państwowych służb odpowiedzialnych za bezpieczeństwo lub korpusu kobiecego skupiającego policjantki rozsiane po jednostkach policji w całym kraju.
W większości krajów oddziały złożone z kobiet zajmowały się sprawami z zakresu pomocy społecznej, ewentualnie lekkimi wykroczeniami. W niektórych, jak na przykład w Polsce, powierzono im sprawy poważniejsze: handlu żywym towarem, przestępstw obyczajowych, prostytucji, sutenerstwa i włóczęgostwa nieletnich. Polska służba policji kobiecej uznawana była za jedną z najlepszych w regionie i na świecie.
Pojawienie się funkcjonariuszek w dużej mierze rozwiązało problem dokonywania rewizji osobistych u kobiet – policjanci nie musieli już prosić o pomoc przypadkowych osób.
Działalność policji kobiecych, jako jedno z ważniejszych osiągnięć ruchu na rzecz emancypacji kobiet, znalazła odzwierciedlenie w wielu tekstach kultury lat 20. i 30.

## Policja kobieca w USA
W Stanach Zjednoczonych pierwszą policję kobiecą sformowano w 1880 roku.

## Policja kobieca w Wielkiej Brytanii
Jednym z pierwszych krajów, w których kobiety dopuszczono do służby policyjnej, była Wielka Brytania. W 1914 Scotland Yard zgodził się na powstanie Ochotniczych Patroli Kobiecych (ang.  Voluntary Women Patrols, VWP) mających wspomagać pracę policji, której dotychczasowi funkcjonariusze coraz częściej trafiali na fronty I wojny światowej. Do ich zadań należało również wspieranie uchodźców wojennych, głównie z okupowanej przez Niemców Belgii.
Przez pewien czas w Anglii oprócz policjantek zaprzysiężonych (służących w tych samych strukturach, co policjanci-mężczyźni) funkcjonowały także niezaprzysiężone (niemające pełnych praw funkcjonariuszy i podlegające komitetom społecznym).

## Policja Kobieca w Polsce
W 1923 roku, pod wpływem wyrażonego przez Ligę Narodów zaniepokojenia wzrostem prostytucji, przestępczości wśród nieletnich i przestępstw związanych z handlem ludźmi, polska Policja Państwowa zaczęła rozważać powołanie osobnej sekcji kobiecej. Za takim rozwiązaniem optował m.in. Polski Komitet Walki z Handlem Kobietami i Dziećmi. Początkowo powołano, kierowane przez weterankę Ochotniczej Legii Kobiet porucznik Stanisławę Paleolog, Centralne Biuro dla Międzynarodowego Zwalczania Handlu Kobietami i Dziećmi w Rzeczypospolitej Polskiej, działające w ramach Departamentu II MSW.
Ostatecznie 26 lutego 1925 roku komendant główny Policji Państwowej podpisał rozporządzenie zezwalające na przyjmowanie do pracy w Policji Państwowej kobiet. Po przeszkoleniu przyjęto pierwszych 30 policjantek i do 1930 roku ich liczba wzrosła do 50. Kandydatkami mogły zostać jedynie panny lub bezdzietne wdowy w wieku od 25 do 45 lat, odznaczające się dobrym zdrowiem, przynajmniej 164 centymetrami wzrostu oraz krótkimi włosami. Ponadto musiały dostarczyć świadectwo moralności, opinię na swój temat wystawioną przez jedną z organizacji kobiecych oraz zapewnić, że przez 10 lat od przyjęcia do służby nie wyjdą za mąż.

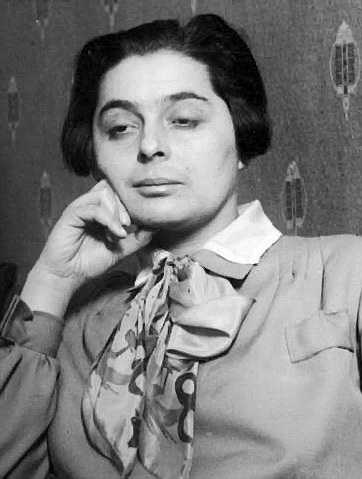
Podkomisarz Stanisława Paleolog w roku 1927, podówczas kierowniczka referatu policji kobiecej Komendy Głównej Policji Państwowej, kierowała polską Policją Kobiecą do 1939 roku. Zdjęcie Ilustrowanego Kuriera Codziennego.

Większość policjantek z pierwszego naboru skierowano do warszawskiej Brygady Sanitarno-Obyczajowej. Dość szybko praktyka wykazała, że policjantki sprawdzają się często lepiej niż ich koledzy w sytuacjach zatargów ulicznych, w pracy z nieletnimi czy w interwencjach dotyczących przemocy domowej i przestępstw na tle seksualnym. Policjantki dobrze współpracowały także z organizacjami społecznymi zajmującymi się walką z handlem ludźmi i sutenerstwem, jak tzw. misje dworcowe, towarzystwa ochrony kobiet czy katolickie zakony kobiece.
Od 1935 roku polskie funkcjonariuszki nosiły mundur policyjny.
W sierpniu 1935 roku utworzono przy Wydziale IV Komendy Głównej Policji samodzielny Referat dla Spraw Oficerów i Szeregowych-Kobiet, kierowany przez podkomisarz Stanisławę Paleolog. Powstał wtedy specjalny, 9-miesięczny kurs dla kobiet-szeregowych, którego absolwentki kierowane były w charakterze posterunkowych do jednostek prewencji lub śledczych. Oddziały Policji Kobiecej działały w Warszawie, Wilnie, Krakowie, Lwowie i Łodzi. Poza osobnymi jednostkami kobiecymi, policjantki przydzielono także do brygad kryminalnych lub izb zatrzymań nieletnich w Poznaniu, Gdyni, Kaliszu, Lublinie i Stanisławowie. Do końca 1936 roku przyjęto do służby kolejnych 112 kobiet, a w kolejnych latach każdego roku przyjmowano dodatkowych kilkadziesiąt. W sumie do wybuchu II wojny światowej kursy w warszawskiej Szkole Oficerów Policji Państwowej ukończyło około 300 policjantek.
W czasie kampanii wrześniowej większość służb kobiecych polskiej policji podzieliła los swoich kolegów z lokalnych komisariatów. Sama Stanisława Paleolog, w 1939 roku awansowana do stopnia komisarza, odłączyła się od transportu ewakuacyjnego Sztabu Komendy Głównej Policji Państwowej i, wraz z częścią kompanii szkolnej policjantek, wzięła udział w walkach Samodzielnej Grupy Operacyjnej „Polesie” gen. Franciszka Kleeberga. W czasie okupacji służyła w granatowej policji, a równocześnie w ramach Państwowego Korpusu Bezpieczeństwa szkoliła przyszłe kadry kobiece dla powojennej policji polskiej. Po wojnie pozostała na emigracji w Wielkiej Brytanii, gdzie współpracowała ze Scotland Yardem, a w 1952 roku opublikowała pierwszą monografię polskiej policji kobiecej pt. The Women Police of Poland 1925–1939.

## Policja kobieca w Austrii
Po utworzeniu policji kobiecej w Austrii zadania funkcjonariuszek ograniczały się do nadzoru nad nieletnimi; później ich uprawnienia i obowiązki rozszerzono, jednak w dalszym ciągu nie miały one prawa do aresztowania zatrzymanych.
Do formacji tej zapisywały się przede wszystkim przedstawicielki inteligencji. Musiały one odbyć trwający dwa lata kurs pracy socjalnej; pozostawały nieumundurowane.

## Policja kobieca w Holandii
Holenderskie funkcjonariuszki policji zajmowały się zapobieganiem demoralizacji nieletnich oraz podejmowały czynności wobec zatrzymanych kobiet; nie były umundurowane.